# Polylepas hexastylos
Polylepas hexastylos är en kräftdjursart. Polylepas hexastylos ingår i släktet Polylepas och familjen Coronulidae. Inga underarter finns listade i Catalogue of Life.